# Liste der Wegepunkte der Via Militaris

Die nördliche Balkanhalbinsel mit der Via Militaris in der späten Antike (6. Jahrhundert)

Diese Liste gibt die Wegpunkte (Städte, Siedlungen, Wegstationen, Kreuzungen, Flüsse oder Flussüberquerungen) entlang der Via Militaris an. Die Via Militaris, auch Via Diagonalis, selten und unlateinisch auch Via Singidunum genannt, war zunächst eine römische Straßenverbindung auf dem Balkan (Südosteuropa), die die Landverbindung zwischen Europa und Kleinasien herstellte. Die Straße erfüllte bis ins späte Mittelalter ihre strategische Rolle. Sie diente primär für Truppenbewegungen, war jedoch auch einer der großen Verkehrs- und Kulturwege Europas.

## Liste der Wegpunkte (Städte, Wegstationen, Flüsse)
| antiker Name (und Nebenformen)                                                                        | moderner Name | am Fluss | römische Provinz                                                   |
| --- | --- | --- | ------------------------------------------------------------------ |
| Poetovio oder Pectovium                                                                               | Ptuj in Slowenien | Drau (lat. Dravus) | Pannonia superior                                                  |
| Carrodunum (Cardonum)                                                                                 | wahrscheinlich Gradina (Kroatien) (10 km östlich von Virovitica; in der Gespanschaft Virovitica-Podravina); oder auch Šandrovac (Kroatien) Carrodunum     | 45° 51' 18.54" N, 17° 30' 37.67" E | Pannonia superior                                                  |
| Bolentium oder Bolentia                                                                               | (nicht identifiziert) | | Pannonia superior                                                  |
| Mursa                                                                                                 | Osijek | Drau (lat. Dravus) | Pannonia inferior                                                  |
| Cibalae                                                                                               | Vinkovci | | Pannonia inferior                                                  |
| Sirmium (Verwaltungszentrum der Provinz Pannonia)                                                     | Sremska Mitrovica in Serbien/Vojvodina (Landschaft Syrmien)                                                                                               | Save (lat. Savus); von Sirmium bis Naissus ist die Via Militaris mit der heutigen Straße der Römischen Kaiser identisch               | Pannonia inferior                                                  |
| Taurunum                                                                                              | Zemun | am rechten Ufer der Donau und am linken Ufer der Save                                                                                 | Pannonia inferior                                                  |
| Singidunum (Legionslager; streng genommen beginnt die Via Militaris erst ab Singidunum)               | Belgrad (serbische Hauptstadt) | an der Mündung der Save (lat. Savus) in die Donau (lat. Ister)                                                                        | Moesia superior                                                    |
| deserta Bulgarorum                                                                                    | ein großer durchgängiger Wald, der zwischen Belgrad und Niš lag                                                                                           | die Durchquerung des Waldes dauerte acht Tage                                                                                         | (laut Berichten aus dem Mittelalter)                               |
| Monsaureus (Mons Aureus, Aureus Mons, Aureo monte)                                                    | Smederevo in Serbien | Donau | Moesia superior                                                    |
| Viminatium (eine Legionsstadt)                                                                        | Kostolac (Požarevac) | an der Morava-Mündung in die Donau (Morava = lat. Margus); dort traf die Via Militaris auf den Donauweg                               | Moesia superior                                                    |
| | von Viminatium aus führte der Weg an der Morava stromaufwärts entlang                                                                                     | |                                                                    |
| Nonum (Ad Nonum)                                                                                      | Nabrdje (Serbien) (5 km östlich von Požarevac) | 44° 37' 35.2" N, 21° 15' 0.89" E |                                                                    |
| Municipium                                                                                            | Kalište (Serbien; serbisch: Калиште; Gemeinde Malo Crniće; Okrug Braničevo)                                                                               | 44° 30' 52.98" N, 21° 19' 12.96" E | Moesia superior                                                    |
| Iovis Pagus (Iouis pago)                                                                              | Veliki Popovac (oder Veliko Laole) | 44° 37' 7.56" N, 21° 10' 58.12" E |                                                                    |
| Idimum (Idimo)                                                                                        | 24–26 km nördlich von der nächsten Station: Horreum Margi (das entspricht ca. der Region der Stadt Batočina) ; beim Dorf Medveda am Resava (Fluss)        | eine Station gleichen Namens gibt es in Medveđa in Südserbien                                                                         | Moesia superior                                                    |
| Octavum                                                                                               | Dražmirovac | 44° 3' 21" N, 21° 20' 54" E | Moesia superior                                                    |
| Horreum Margi (Horrea Margi, Orea Margi)                                                              | Ćuprija | Morava (lat. Margus) | Moesia superior                                                    |
| Sarmatae (mutatio sarmatorum)                                                                         | Gornji Vidovac? | | Moesia superior                                                    |
| Cametae (Cametas)                                                                                     | Ražanj (Ражањ) (Okrug Nišava) | 43° 40' 28.45" N, 21° 32' 57.41" E | Moesia superior                                                    |
| Praesidium Dasmini (Praes. Dasmini, Presidio Dasmini, Dasmiani; griech: Δούσμανες=Dasmanis)           | Novi Bracin (okrug Nisava) | | Moesia superior                                                    |
| Praesidium Pompei (Praes. Pompei, Pompegis)                                                           | Rutevac (Gemeinde Aleksinac); nach anderen Angaben Bovan (Aleksinac) oder Bovan (Gemeinde Kruševac)                                                       | 43° 34' 50.70" N, 21° 37' 7.94" E | Moesia superior                                                    |
| Grampianae (Grampiana, Crambianis)                                                                    | Draževac (Aleksinac) (Gemeinde Aleksinac); oder Sokobanja-Lipovac                                                                                         | 43° 27' 3.12" N, 21° 47' 35.42" E (Draževac)                                                                                          | Moesia superior                                                    |
| Naissus                                                                                               | Niš | an der Nišava; in Naissus trennte sich die Via trajana von der Via Militaris                                                          | Moesia superior                                                    |
| Mediana                                                                                               | östlichen Vorort von Niš (Brzi Brod – ein Viertel im Stadtbezirk Medijana)                                                                                | | Moesia superior                                                    |
| mutatio Radices (mutatio Redicibus)                                                                   | | | Moesia superior                                                    |
| mutatio Ulmo (Ulmus)                                                                                  | Ostrovica (Niška Banja) – (Niška Banja ist ein Stadtteil von Niš. Der Ort liegt räumlich getrennt etwa acht Kilometer östlich des Stadtzentrums von Niš.) | | Moesia superior                                                    |
| mutatio Remesiana (Romessiana, Remisiana, Romansiana)                                                 | Bela Palanka | | Moesia superior                                                    |
| mutatio Latina                                                                                        | Telovac ??? | der letzte Ort, wo entsprechend der Toponyme Latein gesprochen wurde, alle weiter östlich liegenden Orte waren griechischsprachig     |                                                                    |
| mutatio Turres (Turribus)                                                                             | bei Pirot | Moesia superior |                                                                    |
| Meldia                                                                                                | Doppelung ? | | Thrakien                                                           |
| mutatio Translitus (Translitae)                                                                       | bei Dimitrovgrad | Übergang über die Nišava | Tracia                                                             |
| im Tal der Nišava flussaufwärts                                                                       | | |                                                                    |
| mutatio Ballanstra                                                                                    | bei Kalotina (Bulgarien) | Nišava | Tracia                                                             |
| Meldia (Meldijs, Meldis)                                                                              | Dragoman | Doppelung ? |                                                                    |
| mutatio Scretisca (die erste mutatio an der Via Militaris nordwestlich von Serdica)                   | an der südlichen Stadtgrenze von Kostinbrod | |                                                                    |
| Serdica (Sertica)                                                                                     | Sofia (bulgarische Hauptstadt) | Iskar (lat. Oescus) | Thrakien                                                           |
| Volujak (bulg. Волуяк)                                                                                | | |                                                                    |
| | Combusticia | |                                                                    |
| Extuomne                                                                                              | Kaciljane | |                                                                    |
| Burgaraca                                                                                             | Lesnowo | |                                                                    |
| mansio Bugaraca (Bugaraka, Bagaraca, Bugaracenses, Buragara)                                          | bei Lesnowo (ca. 20 – 30 Römische Meilen von Serdica) | |                                                                    |
| | Ichtimanebene (die Ebene von Ichtiman) | |                                                                    |
| mutatio Sparata (Sarto?, Sparthon)                                                                    | Wakarel | |                                                                    |
| mutatio Helice (Hilica, Iliga, Egirca) (zwischen Sparata und dem Haemuspass – im Kessel von Ichtiman) | Ichtiman | |                                                                    |
| Egerica (Egirca) (Reihenfolge ? - evtl höher oder tiefer einordnen)                                   | Mirowo | |                                                                    |
| mutatio Soneium (Succi, Succorum angustiae, Stoponion = Щипон/Schtipon)                               | Trajantor (Succorum claustra = Succi-Pass) beim heutigen Kapudžik                                                                                         | |                                                                    |
| Pons Ucasi                                                                                            | | |                                                                    |
| Bona Mansio                                                                                           | | |                                                                    |
| Tegulitsium ?? Vetrinon?? Vetren (4 km nördlich des heutigen Wetren)                                  | Wetren | |                                                                    |
| | Septemwri | |                                                                    |
| entlang der Mariza (lat. Hebros) im Mariza-Tal durch Thrakien                                         | Pasardschik (erst 1485 gegründet) | Mariza (lat. Hebrus; griech. Evros)                                                                                                   |                                                                    |
| Lissae (Lissas)                                                                                       | | |                                                                    |
| Alusore                                                                                               | Bosulja | |                                                                    |
| Zyrmae(Zyrmis, Zirmis)                                                                                | Junazite | |                                                                    |
| Besapara                                                                                              | Sinitowo | |                                                                    |
| Kapisturia                                                                                            | | |                                                                    |
| Tugugerum (Tugurium ?)                                                                                | Joakim Gruewo | |                                                                    |
| Philippolis (Trimontium, Phinipopolis, civ. filopopuli)                                               | Plowdiw | Mariza (lat. Hebrus-Fluss) | Thrakien                                                           |
| Beripara?                                                                                             | | |                                                                    |
| Isgipera                                                                                              | | |                                                                    |
| Sernota (Syrmae?)                                                                                     | Manole | |                                                                    |
| Paremvole                                                                                             | Belozem | |                                                                    |
| Ranilum                                                                                               | Orisowo | |                                                                    |
| Cellae (Cillis)                                                                                       | Tscherna Gora | |                                                                    |
| Castra rubra (2. Jh. n. Chr.; vorher eine mutatio)                                                    | 8 km nordöstlich von Charmanli und 5 km westlich von Izvorovo                                                                                             | die benachbarte mansio war Pale, westlich von Charmanli (wahrscheinlich zwischen den Dörfern Owtscharowo und Tjanewo)                 |                                                                    |
| | Braniza (ein Dorf in der Oblast Chaskowo) | |                                                                    |
| Castozorbra                                                                                           | Izvorovo (Dorf) (genauer: westlich des Dorfes) (Oblast Chaskowo)                                                                                          | | die Grenzstation zwischen den Provinzen Thrakien und Haemimontus   |
| Arsus                                                                                                 | | |                                                                    |
| mutatio Carassura (Karasura, griech. Καράσθυρα)                                                       | Rupkite | |                                                                    |
| Pizus (Pizo, Opizo)                                                                                   | Dimitriewo | |                                                                    |
| Tulei?                                                                                                | | |                                                                    |
| Arzus (Arzum, Arso)                                                                                   | Kalugerowo | |                                                                    |
| Palae                                                                                                 | | |                                                                    |
| Castra rubra (Castris Rubris, castozobra)                                                             | | | Doppelung? (es gibt garantiert nur eine Castra Rubra in Bulgarien) |
| Subzupara?                                                                                            | | |                                                                    |
| Rhamae                                                                                                | | |                                                                    |
| Burdipta (Burdista)                                                                                   | Momkowo (bei Swilengrad) | |                                                                    |
| Konstanteia ???                                                                                       | | |                                                                    |
| Hadrianopolis (civitas Hadrianapoli) oder Adrianopolis oder Orestia                                   | Edirne | in Edirne traf auch eine Seitenstraße der Via Egnatia auf die Via Militaris (genau dort fand die Schlacht von Adrianopel (378) statt) |                                                                    |
| Dapabae (Daphabae)                                                                                    | | |                                                                    |
| Ostudizus (Hostizo, Ostudizo)                                                                         | Havsa | |                                                                    |
| Tarpodizus                                                                                            | | |                                                                    |
| Burtudizus (Burtizo, Bulgarophygon)                                                                   | Babaeski | |                                                                    |
| Urisium?                                                                                              | | |                                                                    |
| Bergulae (Arcadiopolis)                                                                               | Lüleburgaz | |                                                                    |
| Narcus                                                                                                | | |                                                                    |
| Drusipara (Drysiporo)                                                                                 | Karištiran | |                                                                    |
| Tipsum                                                                                                | | |                                                                    |
| Tzurullus (Syrallo, Izirallo, Tzurulum, Syrallum)                                                     | Çorlu | |                                                                    |
| Beodizo                                                                                               | | |                                                                    |
| Perinthus (Perinthos, Herakleia)                                                                      | Marmara Ereğlisi | |                                                                    |
| Selymbria                                                                                             | Silivri | |                                                                    |
| Regio                                                                                                 | Küçükçekmece | |                                                                    |
| Byzantion (Konstantinopel)                                                                            | Istanbul | |                                                                    |

### Historischer Handatlas von Gustav Droysen

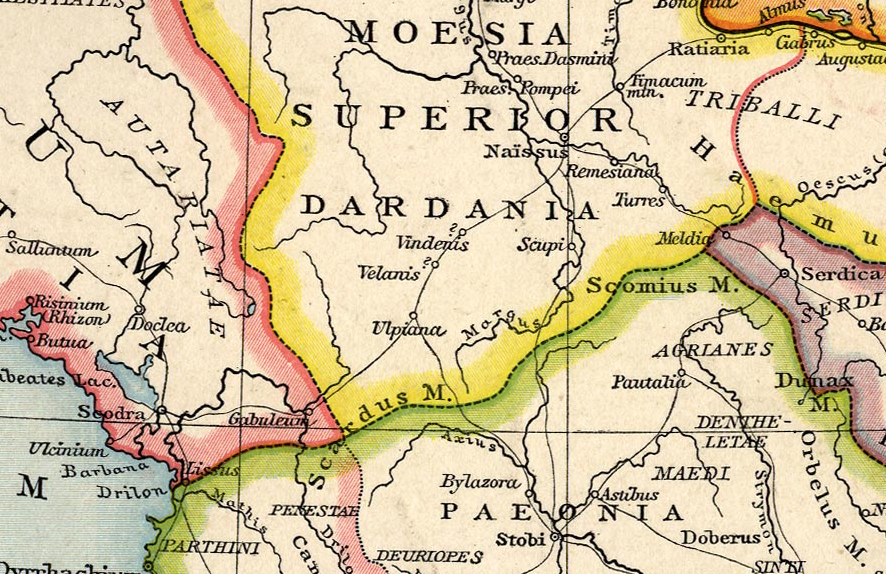
Detail der Karte – und weitere Detailkarte

Der Allgemeine Historische Handatlas von Gustav Droysen aus dem Jahre 1886, Kartenblatt „Die unteren Donauländer zur Römerzeit“, zeigt entlang der Via Militaris folgende Siedlungen (von Nordwesten nach Südosten):
Poetovio, Jovia, Carrodunum, Bolentium, Mursa, Cibalae, Sirmium, Taurunum, Singidunum, Monsaureus, Viminatium, Municipium, Idimum, Horreum Margi, Praes. Dasmini, Praes. Pompei, Naïssus, Remesiana, Turres, Meldia, Serdica (ulpia), Bagaraca, Lissae, Besapara, Philippolis (Trimontium), Arsus, Hadrianapolis (Orestia), Bergulae, Tzurulum (Syrallum), Selymbria, Regio, Byzantium.

### Itinerarium provinciarum Antonini Augusti
Das Itinerarium Antonini aus dem Anfang des 3. Jahrhunderts n. Chr. zählt folgende Orte auf, ohne dabei jedoch den Begriff Via Militaris oder Via Diagonalis zu verwenden:
Mursa civitas, Cibalas civitas, Ulmos vicus, Sirmi civitas, Bassianis civitas, Tannino classis, Singiduno castra (heute Belgrad), Aureo monte, (ab Aureo monte Vinceia, Margo, et leg. VIII, inde Viminacio), Viminacio (heute Kostolac), Municipio, Idimo, Horreo Margi, Pompeis, Naisso (heute Niš), Remisiana, Turribus, Meldia, Serdica (heute Sofia), Bagaraca, Helice, Lissas, Bessapara, Philippopoli (heute Plowdiw), Cillis, Opizo, Arso, Subzupara, Burdipta, Hadrianopoli (heute Edrne), Ostudizo, Burtudizo, Bergule, Drizipara, Izirallo, Heraclia, Cenofrurio, Melantiada, Byzantio [qui et Constantinopoli] (heute Istanbul).

### Tabula Peutingeriana
Wegpunkte von Singiduno (Belgrad) nach Konstantinopel laut Tabula Peutingeriana:
Singiduno, Tricornio, Monte aureo, Margum fl. (Fluss), Viminatio, Municipio, Iovis pago, Idimo, Horrea Margi, Presidio pompei, Gramrianis, Naisso, Romesiana, Turribus, Meldiis, Sertica (= Serdica), Sarto, Egirka, Zyrmis, Bessapora, Ranilum, Pizo, Arzum, Castris rubris, Burdenis, Hadrianopoli, Hostizo, Burtizo, Bergule, Drysiporo, Syrallo, Perintos, Cenopurio, Ad statuas, Melentiana, Constantinopolis.

### Itinerarium Burdigalense
Wegpunkte von Mursa nach Konstantinopel laut Itinerarium Burdigalense (333–334):
ciuitas mursa, mutatio leutuoano, ciuitas cibalis, mutatio caelena, mansio vlmo, mutatio spaneta, mutatio vedulia, ciuitas sirmium, (Fit ab aquileia, sirmium usque milia ccccxii, mansiones xvii, mutationes xxxviii – Insgesamt von Aquileia bis Sirmium 412 Meilen, 17 mansione, 39 mutationes), Mutatio fossis, ciuitas bassianis, mutatio nouiciani, mutatio altina, ciuitas singiduno (heute Belgrad), (Fines pannoniae et misiae – Grenze zwischen Pannonia und Moesien), Mutatio ad sextum, mutatio tricornia castra, mutatio ad sextum miliarem, ciuitas aureo monte, mutatio vingeio, ciuitas margo, ciuitas viminacio, Mutatio ad nonumi, mansio munecipio, mutatio iouis pago, mutatio bao, mansio idomo, mutatio ad octauum, mansio oromago, (Finis myssiae et asiae – Grenze zwischen Moesien und Dakien), Mutatio sarmatorum, mutatio caminitas, mansio ipompeis, mutatio rampiana, ciuitas naisso (heute Niš), mutatio redicibus, mutatio vlmo, mansio romansiana, mutatio latina, mansio turribus, mutatio translitis, mutatio ballanstra, mansio meldia, mutatio scretisca, ciuitas serdica (heute Sofia), (Fit a sirmium serdica usque milia cccxiiii, mutationes xxiiii, mansiones xiii – Insgesamt von Sirmium bis Sofia 314 Meilen, 24 mutationes, 13 mansiones), Mutatio extuomne, mansio buragara, mutatio sparata, mansio hilica, mutatio soneio, (Fines daciae et traciae – Grenze zwischen Dakien und Thracia), Mutatio ponte vcasi, mansio bona mansio, mutatio alusore, mansio basapare, mutatio tugugero, ciuitas filopopuli (heute Plowdiw), mutatio sernota, mutatio paramuole, mansio cillio, mutatio carassura, mansio arzo, mutatio palae, mansio castozobra, mutatio rhamis, mansio burdista, mutatio daphabae, mansio nicae, mutatio tarpodizo, mutatio vrisio, mansio virgoles, mutatio narco, mansio drizupara, mutatio tipso, mansio tunorullo, mutatio beodizo, ciuitas heraclea, mutatio baunne, mansio salambria, mutatio callum, mansio atyra, mansio regio, Ciuitas constantinopoli (heute Istanbul), (Fit a serdica constantinopoli milia ccccxiii, mutationes xii, mansiones xx – Insgesamt von Sofia bis Konstantinopel 413 Meilen, 12 mutationes, 20 mansiones).

### Ravenna-Kosmographie
Die anonyme Ravenna-Kosmographie des Geographen von Ravenna aus dem Jahre 700 zählt ebenfalls einige Orte auf, die an der Via Militaris lagen. Fabrizio Vanni stellt sie den Ortsnamen in der Tabula Peutingeriana gegenüber (in Klammern die Ortsnamen der Ravenna-Kosmographie):
Singiduno, Tricornio, Monte aureo, Margum fl., Viminatio, Municipio, Iovis pago (Pago), Idimo, Horrea Margi (Orea Margi), Presidio Dasmini (Dasmiani), Presidio Pompei (PoVpeg is), Gramrianis (Crambianis), Naisso (Naison), Romesiana (Romessiana), Turribus (Turribus), Meldiis (Meldis), Sertica, Sarto (Sparthon), Egirca (Egerica), Zyrmis (Zirmis), Philipopolis, Ranilum (Ranilum), Pizo, Arzum, Castris Rubris, Burdenis, Hadrianopoli, Hostizo, Burtizo (Burtizon), Bergule (Bergule), Drysiporo (Drusipara), Syrallo (Surallon), Perintus, Ad statuas (Statuas), Melintiana (Melantiada), Regio, Constantinopolis.

### Reiseliteratur
Es gibt zahlreiche Itinerarien, in denen von der Via Militaris berichtet wird.
Mit der Konversion Ungarns zum Christentum Ende des 10. Jahrhunderts reiste ab Anfang des 11. Jahrhunderts eine zunehmende Zahl von hochgestellten Pilgern aus dem Westen, so beispielsweise deutsche und französische Bischöfe, nach Jerusalem entlang dieser Straße. Später reisten häufiger Kaiserliche Gesandtschaften ins Osmanische Reich, deren Begleiter gelegentlich Reiseberichte verfassten.
Graf Wilhelm von Angoulême war 1026 einer der ersten, die die Landroute über den Balkan nach Jerusalem wiedereröffneten, wie Ademar von Chabannes und die Gesta episcoporum et comitum Engolismensium berichteten und hinzufügten, dass sich bis dahin niemand diese Straße entlang gewagt hatte (“quia novella adhuc christianitas per Ungariam et Sclavoniam erat”). Unter anderem reisten vier deutsche Bischöfe aus Bamberg (Gunther von Bamberg, begleitet vom Dichter Ezzo von Bamberg), Mainz (Siegfried von Mainz), Regensburg (Otto von Riedenburg) und Utrecht (Wilhelm I. von Utrecht) 1064 gemeinsam mit 7000 Pilgern auf dieser Route in das Heilige Land.
Popovic zählt folgende Reiseberichte auf: Itinerarium de Brugis (Brügger Itinerar; um 1380), Peter Sparnau und Ulrich von Tennstaedt (1385/86), Johannes Schiltberger (1396–1427), Bertrandon de la Broquière (1432/33), Pero Tafur (1435–1439), Ciriaco de’ Pizzicolli Anconitano (1444/45), Konstantin Mihailović aus Ostrovica (1455–1463), Jacopo de Promontorio de Campis (1456), Giovanni Maria Angiolello (1470–1483), Martino Segono (1480), Bernardo Michelozzi und Bonsignore Bonsignori (1497/98), Arnold von Harff (1496–1499), Felix Petančić (1513), Feldzugstagebuch des ersten ungarischen Feldzugs Suleymans I. (1521), Feldzugstagebuch des zweiten ungarischen Feldzugs Suleymans I. (1526), Triscano Savregnano (nach 1528), Tagebuch des vierten Feldzugs Suleymans I. nach Wien (1529), Benedikt Kuripešič (1530/31), Tagebuch des fünften Feldzugs Suleymans I. gegen Kaiser Karl V. (1532), Benedikt Kuripesic: Wegraysz Keyserlicher Maiestat Legation im 32. jar, zu dem Türcken geschickt, wie, vnd was gestalt, sie hinein, vnd widerumb herauß, komen ist (1532), Corneille Duplicius de Schepper (1533), Benedetto Ramberti (1534), Tagebuch des siebenten Feldzugs Suleymans I. gegen Awlona (1537), Paulus Rubigallus (1540), Hieronymus Laski (1540/41), Nasuhü’s-Silahi – genannt Matrakçı (1543), Hugone Favolio (1545/46), Jean Chesneau (1547–1555), Catharin Zen (1550), Hans Dernschwam (1553–1555), Antun Vrančić (1553), Ogier Ghislain de Busbecq (1554/55), Melchior von Seydlitz (1556–1559), Erasm Otwinowski (1557), Gaspare Erizzo (1558), Viaggio per terra da Dolcigno a Costantinopoli von le miglia italiane, et altri avvertimenti, e note. (1558), Marino Cavalli (1558–1560), Jakob von Betzek (1564/65) Michael von Saurau (1567), Antun Vrančić (1567), Karel Rijm (1570–1574), Salomon Schweigger (1577–1581), Levinus Rijm (1583) und Reinhold Lubenau (1587/88).

### Levinus Rijm
Levinus Rijm beschreibt eine Reise von Brüssel nach Stambul (Istanbul), die er von Juli 1583 bis Februar 1584 als Begleiter mehrerer Adliger unternahm. Levinus Rijm bezeichnete in seinem Tagebuch die Via Traiana als eine Verbindung zwischen Budapest und Konstantinopel. Die Heerstraße begann und endete im Mittelalter also nicht in Belgrad, sondern führte mit ihrer Verlängerung bis nach Budapest. Die Trassenführung orientierte sich an der antiken römischen Straßenführung. Die Stationen der Straße von Belgrad nach Budapest waren 1584: Belgrad, Vukovar, Osijek, Mohács, Tolna, Paks, Dunaföldvá und Budapest.